# Berenguer Frédol
Berenguer Frédol (Frézouls) (? -1323), sobrino de Berenger Fredoli, fue obispo de Béziers en 1309, cardenal-presbítero de los santos Nereo y Achilleo en 1312 y cardenal-obispo de Porto en 1317. Sucedió a su tío en el mismo puesto de decano del Colegio Cardenalicio en junio de 1323 y murió en Aviñón en noviembre de ese mismo año.